# Błażowa (gromada)
Błażowa – dawna gromada, czyli najmniejsza jednostka podziału terytorialnego Polskiej Rzeczypospolitej Ludowej w latach 1954–1972.
Gromady, z gromadzkimi radami narodowymi (GRN) jako organami władzy najniższego stopnia na wsi, funkcjonowały od reformy reorganizującej administrację wiejską przeprowadzonej jesienią 1954 do momentu ich zniesienia z dniem 1 stycznia 1973, tym samym wypierając organizację gminną w latach 1954–1972.
Gromadę Błażowa z siedzibą GRN w mieście Błażowej (nie wchodzącym w jej skład) utworzono 1 stycznia 1960 w powiecie rzeszowskim w woj. rzeszowskim z obszarów zniesionych gromad Borek Nowy, Futoma i Piątkowa w tymże powiecie. W skład jednostki weszły obszary wsi: Borek Nowy, Futoma i Piątkowa.
Dla gromady ustalono 27 członków gromadzkiej rady narodowej.
1 stycznia 1970 do gromady Błażowa włączono miejscowości Błażowa Dolna, Błażowa Górna, Liwośka, Łęg, Matulnik, Mokluczka, Staniki, Wilczak, Wola Błażowska i Zagrody o łącznej powierzchni 2.402,8039 ha z miasta Błażowej w tymże powiecie.
Gromada przetrwała do końca 1972 roku, czyli do kolejnej reformy gminnej. 1 stycznia 1973 w powiecie rzeszowskim reaktywowano zniesioną w 1954 roku gminę Błażowa.